# Billietiet
Het mineraal billietiet is een gehydrateerd barium-uranium-oxide met de chemische formule Ba(UO2)6O4(OH)6 · 8 H2O.

## Eigenschappen
Het geelbruine tot goudgele billietiet heeft een glasglans en een gele streepkleur. Het kristalstelsel is orthorombisch-piramidaal. Billietiet splijt perfect langs kristalvlak [001], imperfect langs [110] en [010]. Billietietkristallen vormen geregeld tweelingen langs kristalvlakken [110] en [111]. De gemiddelde dichtheid ligt in de buurt van 5,3.
Het mineraal is zeer sterk radioactief, met een API gamma ray waarde van 4.954.580,62.

## Naam
Billietiet is genoemd naar de Belgische kristallograaf Valère Louis Billiet (1903-1945). Billiet was als onderzoeker verbonden aan de Universiteit Gent en was een verzetsstrijder tijdens de Tweede Wereldoorlog, hetgeen hem uiteindelijk zijn leven kostte.

## Voorkomen
Billietiet is een relatief weinig voorkomend mineraal met als typelocatie de Musonoimijn te Shinkolobwe in de Congolese provincie Katanga. Daarnaast komt het mineraal nog relatief veel voor in Europa. Daarbuiten zijn amper vindplaatsen van billietiet bekend: de locaties zijn beperkt tot Emery County in Utah, Carbon County in Pennsylvania, de Flinders Range in Australië en Liaoning in China.
Billietiet is een ongewoon bij- en omzettingsproduct bij de genese van uraniniet, wat dan weer een belangrijk uraniumerts is dat voorkomt in granitische en syenitische pegmatieten en in hogetemperatuur-hydrothermale aders.